# Melastoma septemnervium
Melastoma septemnervium là một loại cây bụi thuộc chi Mua, họ Melastomataceae.
Là loài bản địa Việt Nam, miền nam Trung Quốc, Philippines, Đài Loan, quần đảo Ryukyu và miền nam Nhật Bản. Được trồng và nhập tịch ở Hawaii nhưng cũng được báo cáo là phong phú và xâm lấn trên đảo Kauai và Hawaii từ mực nước biển lên đến độ cao 900 m.
Melastoma septemnervium mọc trong các khu rừng nhẹ, phát quang và đất cỏ, hoặc trên các sườn núi đá, nhưng thích mesic đến các khu vực ẩm ướt và môi trường sống rậm rạp ở Hawaii.

## Phân loại
Quần thể Hawaii populations of M. septemnervium đã từng được đặt danh pháp Melastoma malabathricum nhưng sau này đã được xác định là M. candidum D. Don bởi Wagner et al. 1999 do một số tính trạng luôn khác nhau, bao gồm số lượng nhiễm sắc thể cao hơn (2n = 56 versus Melastoma malabathricum 2n = 24).
M. septemnervium lần đầu được mô tả bởi Loureiro trong tác phẩm năm 1790 (Flora Cochinchinensis 1: 273–274). M. septemnervium là danh pháp được một số nguồn chấp nhận với M. candidum như một từ đồng nghĩa cơ sở,  nhưng cả hai danh pháp đều được sử dụng rộng rãi.